# Prix Charles-Tiercelin
Le prix Charles-Tiercelin est une course hippique de trot attelé se déroulant au mois de janvier sur l'hippodrome de Vincennes.
C'est une course de Groupe II européenne réservée aux chevaux de 4 ans, hongres exclus, ayant gagné au moins 13 000 €.
Elle se court sur la distance de 2 700 mètres (grande piste, 2 100 mètres avant 2023,  2 850 mètres avant 2014), départ volté. L'allocation s'élève à 120 000 €, dont 54 000 € au vainqueur.
Créée en 1901 sous le nom de prix Tiercelin à Saint-Cloud — à une époque où cet hippodrome prend le relai de Vincennes pour accueillir les principales classiques de trot —, la course honore Charles Tiercelin, secrétaire de la Société du demi-sang de 1894 à 1896, qui est l'un des pionniers de l'élevage des trotteurs français. Il meurt en février 1900, à l'âge de 47 ans. Il fit notamment naitre en 1859, à Tournai-sur-Dive, Bayadère, considérée comme la première star du trotting, dans les années 1860. Le Prix Bayadère était d'ailleurs à la fin du XIXe siècle l'une des plus importantes épreuves proposées par la société du demi-sang pour les pouliches et resta l'équivalent d'un groupe II actuel jusqu'en 1932, avant sa fusion avec le Prix d'Essai jusque là réservé aux poulains.

## Palmarès depuis 1950
| Année | Vainqueur          | Pays     | Père               | Driver                   | Entraîneur            | Distance | Réd.km |
| ----- | ------------------ | -------- | ------------------ | ------------------------ | --------------------- | -------- | ------ |
| 2025  | Frank Gio          | Italie   | Face Time Bourbon  | Matthieu Abrivard        | Sébastien Guarato     | 2 700 m  | 1'14"5 |
| 2024  | Kyrielle           | France   | Énino du Pommereux | William Bigeon           | William Bigeon        | 2 700 m  | 1'13"9 |
| 2023  | Don't Say Gar      | Italie   | Varenne            | Alessandro Gocciadoro    | Alessandro Gocciadoro | 2 700 m  | 1'13"9 |
| 2022  | Dusktodawn Boogie  | Finlande | Lexus Font         | Jean-Michel Bazire       | Jean-Michel Bazire    | 2 100 m  | 1'12"  |
| 2021  | Hirondelle Sibey   | France   | Gazouillis         | Éric Raffin              | Jean-Michel Baudouin  | 2 100 m  | 1'11"6 |
| 2020  | Gu d'Héripré       | France   | Coktail Jet        | Franck Nivard            | Philippe Billard      | 2 100 m  | 1'11"6 |
| 2019  | Face Time Bourbon  | France   | Ready Cash         | Björn Goop               | Sébastien Guarato     | 2 100 m  | 1'11"2 |
| 2018  | Eridan             | France   | Ready Cash         | David Thomain            | Sébastien Guarato     | 2 100 m  | 1'11"6 |
| 2017  | Draft Life         | France   | Ubriaco            | Éric Raffin              | Louis Baudron         | 2 100 m  | 1'12"1 |
| 2016  | Traders            | France   | Ready Cash         | Nicolas Roussel          | Philippe Allaire      | 2 100 m  | 1'11"5 |
| 2015  | Bold Eagle         | France   | Ready Cash         | Franck Nivard            | Sébastien Guarato     | 2 100 m  | 1'11"8 |
| 2014  | Alésia d'Atout     | France   | Défi d'Aunou       | Mathieu Mottier          | Dominique Mottier     | 2 100 m  | 1'13"1 |
| 2013  | Valse Darling      | France   | Prodigious         | Julien Dubois            | Philippe Moulin       | 2 850 m  | 1'16"6 |
| 2012  | Un Amour d'Haufor  | France   | Love You           | Christian Bigeon         | Christian Bigeon      | 2 850 m  | 1'15"3 |
| 2011  | The Lovely Gwen    | France   | And Arifant        | Pierre Vercruysse        | Mickael Lemercier     | 2 875 m  | 1'15"7 |
| 2010  | Scala Bourbon      | France   | Love You           | Matthieu Abrivard        | Sébastien Guarato     | 2 850 m  | 1'15"6 |
| 2009  | Ready Cash         | France   | Indy de Vive       | Bernard Piton            | Philippe Allaire      | 2 850 m  | 1'14"5 |
| 2008  | Quatre Juillet     | France   | Love You           | Jean-Pierre Dubois       | Jean Baudron          | 2 850 m  | 1'16"7 |
| 2007  | Popinée de Timbia  | France   | Goetmals Wood      | Gilles Delacour          | Thierry Duvaldestin   | 2 700 m  | 1'15"  |
| 2006  | Rite on Track      | Suède    | Rite on Line       | Jörgen Westholm          | Jörgen Westholm       | 2 700 m  | 1'15"5 |
| 2005  | Naïf Phi           | France   | Fleuron Perrine    | Franck Nivard            | Jean-Baptiste Bossuet | 2 700 m  | 1'15"3 |
| 2004  | Memphis du Rib     | France   | Elvis du Rossignol | Jean-Loïc-Claude Dersoir | Joël Hallais          | 2 700 m  | 1'15"5 |
| 2003  | Levant de Saintile | France   | Volcan du Vivier   | Jos Verbeeck             | Vincent Raimbault     | 2 700 m  | 1'16"2 |
| 2002  | Kuza Viva          | France   | Uzo Charmeur       | Stéphane Levoy           | Paul Viel             | 2 700 m  | 1'16"2 |
| 2001  | Jason de Vandel    | France   | Cézio Josselyn     | Ulf Nordin               | Ulf Nordin            | 2 700 m  | 1'17"9 |
| 2000  | Insert Gédé        | France   | Jet du Vivier      | Yves Dreux               | Jean-Luc Bigeon       | 2 700 m  | 1'17"2 |
| 1999  | Hand du Vivier     | France   | And Arifant        | Jean-Pierre Thomain      | Jean-Yves Lecuyer     | 2 700 m  | 1'16"2 |
| 1998  | Goetmals Wood      | France   | And Arifant        | Jean-Pierre Dubois       | Jean-Pierre Dubois    | 2 700 m  | 1'17"7 |
| 1997  | Fier des Baux      | France   | Montsurvent        | Bernard Hue              | Bernard Hue           | 2 700 m  | 1'19"4 |
| 1996  | Extreme Dream      | France   | Quito de Talonay   | Anders Lindqvist         | Jean-Pierre Dubois    | 2 175 m  | 1'16"5 |
| 1995  | Déa Josselyn       | France   | Armbro Goal        | Jean-Étienne Dubois      | Jean-Étienne Dubois   | 2 175 m  | 1'16"1 |
| 1994  | Capitole           | France   | Passionnant        | Bernard Oger             | Léopold Verroken      | 2 175 m  | 1'16"9 |
| 1993  | Boy du Pré         | France   | Podosis            | Jean-Philippe Mary       | Philippe Allaire      | 2 275 m  | 1'16"5 |
| 1992  | Amie Chérie        | France   | Mon Tourbillon     | Paul Viel                | Paul Viel             | 2 300 m  | 1'17"5 |
| 1991  | Vip Tilly          | France   | Istraéki           | Alain Laurent            | Jacky Bethouart       | 2 300 m  | 1'18"  |
| 1990  | Ultra Ducal        | France   | Buffet II          | Paul Viel                | Paul Viel             | 2 325 m  | 1'16"3 |
| 1989  | Taxe de Vrie       | France   | Fruit Rose         | Roger Baudron            | Roger Baudron         | 2 300 m  | 1'18"3 |
| 1988  | Sabre d'Avril      | France   | Hadol du Vivier    | Jean-Pierre Viel         | Jean-Pierre Viel      | 2 300 m  | 1'16"8 |
| 1987  | Rainbow Runner     | France   | Fakir du Vivier    | Jean-Pierre Dubois       | Jean-Pierre Dubois    | 2 300 m  | 1'17"5 |
| 1986  | Quito de Talonay   | France   | Florestan          | Jean-René Gougeon        | Jack de Bellaigue     | 2 100 m  | 1'16"7 |
| 1985  | Pélican du Pont    | France   | Fruit Rose         | Jean-Yves Rayon          | Albert Rayon          | 2 300 m  | 1'21"  |
| 1984  | Ourasi             | France   | Greyhound          | Jean-René Gougeon        | Raoul Ostheimer       | 2 275 m  | 1'17"6 |
| 1983  | Neuilly            | France   | Amyot              | Léopold Verroken         | Léopold Verroken      | 2 250 m  | 1'19"5 |
| 1982  | Mon Tourbillon     | France   | Amyot              | Jean-Pierre Viel         | Jean-Pierre Viel      | 2 250 m  | 1'20"  |
| 1981  | Lançon             | France   | Toledo II          | Jean-Marie Riaud         | Jean-Marie Riaud      | 2 250 m  | 1'19"  |
| 1980  | Kandy              | France   | Bellouet           | Gérard Thiberge          | Gérard Thiberge       | 2 250 m  | 1'19"9 |
| 1979  | Jamborée           | France   | Valmont            | Jean-René Gougeon        | Jean Lesne            | 2 250 m  | 1'20"1 |
| 1978  | Idéal du Gazeau    | France   | Alexis III         | Eugène Lefèvre           | Eugène Lefèvre        | 2 275 m  | 1'18"4 |
| 1977  | Hariana            | France   | Quassia A          | Michel Roussel           |                       | 2 250 m  | 1'20"9 |
| 1976  | Géda Grandchamp    | France   | Tivaty Pelo        | Léopold Verroken         |                       | 2 250 m  | 1'20"8 |
| 1975  | Fugit              | France   | Seddouk            | Gérard Mascle            |                       | 2 250 m  | 1'20"8 |
| 1974  | Éléazar            | France   | Kerjacques         | Léopold Verroken         |                       | 2 250 m  | 1'19"1 |
| 1973  | Duvinoir           | France   | Montaigu           | Louis-Pierre Leroux      |                       | 2 250 m  | 1'20"3 |
| 1972  | Clissa             | France   | Quioco             | Michel-Marcel Gougeon    |                       | 2 250 m  | 1'18"5 |
| 1971  | Bonson             | France   | Jokai              | Paul Delanoé             |                       | 2 250 m  | 1'23"2 |
| 1970  | Aigle Noir         | France   | Mario              | Pierre Giffard           |                       | 2 250 m  | 1'20"1 |
| 1969  | Vat                | France   | Mario              | Jean Riaud               |                       | 2 250 m  | 1'20"7 |
| 1968  | Une de Mai         | France   | Kerjacques         | Jean-René Gougeon        |                       | 2 250 m  | 1'20"2 |
| 1967  | Toscan             | France   | Kerjacques         | Michel-Marcel Gougeon    |                       | 2 250 m  | 1'18"8 |
| 1966  | Sans Atout II      | France   | Vermont            | Henri Levesque           |                       | 2 250 m  | 1'21"7 |
| 1965  | Raskolnikof Z      | France   | Incognito          | Marcel Perlbarg          |                       | 2 250 m  | 1'21"1 |
| 1964  | Quoltimecq         | France   | Feu Follet X       | Louis Sauvé              |                       | 2 250 m  | 1'21"2 |
| 1963  | Pastourelle VIII   | France   | Boum III           | Marcel Perlbarg          |                       | 2 250 m  |        |
| 1962  | Ourfa              | France   | Quiroga II         | Laurent Della Rocca      |                       | 2 250 m  | 1'20"  |
| 1961  | Newstar            | France   | Petit Jean III     | Gérard Mottier           |                       | 2 250 m  | 1'20"8 |
| 1960  | Minarelle H        | France   | Christiana         | Jan Kruithof             |                       | 2 250 m  |        |
| 1959  | Luth Grandchamp    | France   | Ogaden             | Charley Mills            |                       | 2 250 m  | 1'20"9 |
| 1958  | Kimono Royal       | France   | Tigre Royal        | Marcel Perlbarg          |                       | 2 250 m  | 1'23"5 |
| 1957  | Joncy              | France   | Boum III           | Charley Mills            |                       | 2 250 m  | 1'23"2 |
| 1956  | Idéal IV           | France   | Quiproquo II       | J. Bégou                 |                       | 2 250 m  | 1'22"6 |
| 1955  | Horus L            | France   | Mousko Williams    | M. Melette               |                       | 2 250 m  | 1'23"  |
| 1954  | Gamin des Touches  | France   | Kankan II          | Ferdinand Réaud          |                       | 2 250 m  | 1'26"9 |
| 1953  | Fortunato II       | France   | Quito T            | Charley Mills            |                       | 2 250 m  | 1'24"4 |
| 1952  | Élope              | France   | Quel Veinard       | Charley Mills            |                       | 2 250 m  | 1'23"9 |
| 1951  | Devacourt          | France   | Gil Bird           | Charley Mills            |                       | 2 250 m  | 1'25"6 |
| 1950  | Chiquita Williams  | France   | Lord Williams      | Charley Mills            |                       | 2 250 m  | 1'25"8 |

## Sources
- Pour les conditions de course et les dernières années du palmarès : site de la SETF
- Pour les courses plus anciennes :
  - archives des quotidiens  (Ouest-France, Sud-Ouest…)
  - avant 1955 : Journaux sur Gallica et RetroNews